# 紀元前234年
紀元前234年（きげんぜん234ねん）は、ローマ暦の年である。

## 他の紀年法
- 干支 : 丁卯
- 日本
  - 皇紀427年
  - 孝霊天皇57年
- 中国
  - 秦 - 始皇13年
  - 楚 - 幽王4年
  - 斉 - 斉王建31年
  - 燕 - 燕王喜21年
  - 趙 - 幽繆王2年
  - 魏 - 景湣王9年
  - 韓 - 韓王安5年
- 朝鮮 :
- ベトナム :
- 仏滅紀元 : 313年
- ユダヤ暦 :

## できごと

### ギリシア
- イピロスの連携関係が、それぞれ独自の議会を持ち連邦州を形成するイピロス同盟になった。
- ギリシアの都市プレウローンがデメトリウス2世により破壊された。
- ギリシアの都市メガロポリスがアカイア同盟に加盟した。

### 共和政ローマ
- コルシカ、サルデーニャ、リグリアがローマに反抗したが、成功しなかった。

### 中国
- 秦の桓齮が趙を攻撃し、趙将の扈輒を平陽で破った（平陽の戦い）。
- 秦王政が河南に赴いた。
- 10月、桓齮がまた趙を攻めた。
- 万里の長城の建設が始まった。

### インド
- パトナで仏教の第6回全体会議（サンガ）が開催された。

## 誕生
- マルクス・ポルキウス・カト・ケンソリウス、共和政ローマの政治家（+ 紀元前149年）
- 冒頓単于、匈奴の王（+ 紀元前174年）

## 死去
- Pharnavaz I、グルジアの王
- Zenodotus、アレクサンドリア図書館の最初の司書